# Marin Pongračić
Marin Pongračić (Landshut, 11 settembre 1997) è un calciatore croato con cittadinanza tedesca, difensore della Fiorentina e della nazionale croata.

## Biografia
È nato in Germania da genitori croati, fuggiti nel paese tedesco durante la guerra d'indipendenza croata. Possiede sia la cittadinanza croata sia quella tedesca.

## Caratteristiche tecniche
Di ruolo difensore centrale, è abile nell'anticipare e intercettare i passaggi avversari. Si distingue anche per la capacità d'impostare il gioco dal basso, essendo abile sia nei passaggi corti sia in quelli lunghi. Si distingue anche per l'agonismo con cui scende in campo.

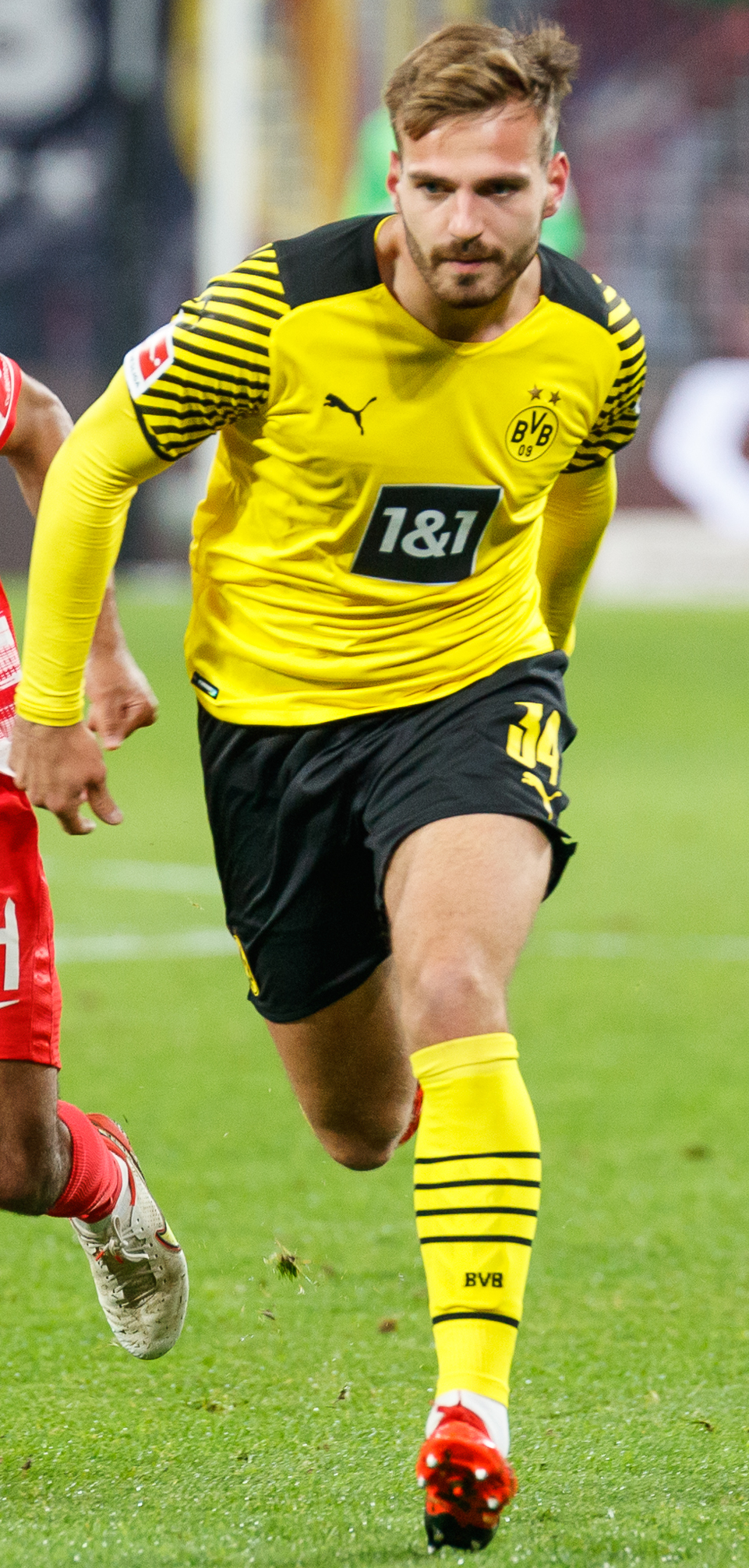
Pongračić in azione con il nel 2021

## Carriera

### Club

#### Anni in Germania e Austria
Cresciuto nelle giovanili del Bayern Monaco e dell'Ingolstadt 04, nel 2016 si trasferisce al Monaco 1860, con cui, dopo avere giocato per la seconda squadra, esordisce tra i professionisti Il 16 aprile 2017, nel pareggio per 1-1 contro il Sandhausen.
Il 19 giugno 2017 viene acquistato dal Salisburgo.
Il 15 gennaio 2020 fa ritorno in Germania venendo acquistato dal Wolfsburg.
Il 31 agosto 2021 viene ceduto in prestito al Borussia Dortmund. Esordisce il successivo 11 settembre, nella partita vinta per 4-3 contro il Bayer Leverkusen.

#### Anni in Italia
Il 22 agosto 2022 viene ceduto nuovamente in prestito, questa volta al Lecce, in Serie A. Esordisce con il club salentino il 28 agosto, nella partita casalinga contro l'Empoli, terminata con il punteggio di 1-1. Durante la partita amichevole del 23 dicembre 2022 in casa dell'Udinese subisce un infortunio ed è costretto all'operazione chirurgica, che avviene il 17 gennaio seguente e lo obbliga a rimanere inattivo per il resto della stagione. Ciononostante il 30 giugno 2023 il difensore viene riscattato dal Lecce.
Nella stagione seguente trova la continuità che gli era mancata l'anno prima a causa dell'infortunio, contribuendo alla salvezza dei salentini.
Il 19 luglio 2024 viene ingaggiato a titolo definitivo dalla Fiorentina, in Serie A, per circa 15 milioni di euro, più uno di bonus. Debutta con i viola il 17 agosto nella prima di campionato contro il Parma, dove rimedia un'espulsione.

### Nazionale
Esordisce con la Croazia under-21 nella gara di qualificazione al campionato europeo di categoria del 2019 vinta per 3-0 a Chișinău contro la Moldavia il 31 agosto 2017.
Esordisce da titolare con la nazionale maggiore nella gara amichevole pareggiata per 3-3 a Istanbul contro la Turchia il 11 novembre 2020. Inserito dal CT Zlatko Dalić nella lista dei pre-convocati per il campionato mondiale 2022, rimane poi escluso dalla rosa finale.
Dopo un'assenza dalla nazionale alla causa dell'infortunio subito nel dicembre del 2022, nel novembre 2023 torna a essere convocato, venendo poi chiamato nel giugno per gli europei in Germania.

## Statistiche

### Presenze e reti in club
Statistiche aggiornate al 25 maggio 2025.
| Stagione          | Squadra           | Campionato        | Campionato | Campionato | Coppe nazionali | Coppe nazionali | Coppe nazionali | Coppe continentali | Coppe continentali | Coppe continentali | Altre coppe | Altre coppe | Altre coppe | Totale | Totale |
| Stagione          | Squadra           | Comp              | Pres       | Reti       | Comp            | Pres            | Reti            | Comp               | Pres               | Reti               | Comp        | Pres        | Reti        | Pres   | Reti   |
| ----------------- | ----------------- | ----------------- | ---------- | ---------- | --------------- | --------------- | --------------- | ------------------ | ------------------ | ------------------ | ----------- | ----------- | ----------- | ------ | ------ |
| 2016-2017         | Monaco 1860 II    | RL                | 17         | 1          | -               | -               | -               | -                  | -                  | -                  | -           | -           | -           | 17     | 1      |
| 2016-2017         | Monaco 1860       | ZL                | 6+1        | 0          | CG              | 0               | 0               | -                  | -                  | -                  | -           | -           | -           | 7      | 0      |
| 2017-2018         | Salisburgo        | BL                | 16         | 0          | CA              | 3               | 0               | UCL+UEL            | 0+4                | 0                  | -           | -           | -           | 23     | 0      |
| 2018-2019         | Salisburgo        | BL                | 14         | 0          | CA              | 2               | 0               | UCL+UEL            | 4+6                | 0                  | -           | -           | -           | 26     | 0      |
| 2019-gen. 2020    | Salisburgo        | BL                | 5          | 0          | CA              | 1               | 0               | UCL+UEL            | 1+0                | 0                  | -           | -           | -           | 7      | 0      |
| Totale Salisburgo | Totale Salisburgo | Totale Salisburgo | 35         | 0          |                 | 6               | 0               |                    | 15                 | 0                  |             | -           | -           | 56     | 0      |
| gen.-giu.2020     | Wolfsburg         | BL                | 11         | 2          | CG              | 0               | 0               | UEL                | 1                  | 0                  | -           | -           | -           | 12     | 2      |
| 2020-2021         | Wolfsburg         | BL                | 10         | 0          | CG              | 1               | 0               | -                  | -                  | -                  | -           | -           | -           | 11     | 0      |
| Totale Wolfsburg  | Totale Wolfsburg  | Totale Wolfsburg  | 21         | 2          |                 | 1               | 0               |                    | 1                  | 0                  |             | -           | -           | 23     | 2      |
| 2021-2022         | Borussia Dortmund | BL                | 17         | 0          | CG              | 1               | 0               | UCL+UEL            | 5+0                | 0                  | -           | -           | -           | 23     | 0      |
| 2022-2023         | Lecce             | A                 | 9          | 0          | CI              | 0               | 0               | -                  | -                  | -                  | -           | -           | -           | 9      | 0      |
| 2023-2024         | Lecce             | A                 | 36         | 0          | CI              | 2               | 0               | -                  | -                  | -                  | -           | -           | -           | 38     | 0      |
| Totale Lecce      | Totale Lecce      | Totale Lecce      | 45         | 0          |                 | 2               | 0               |                    | -                  | -                  |             | -           | -           | 47     | 0      |
| 2024-2025         | Fiorentina        | A                 | 20         | 0          | CI              | 0               | 0               | UECL               | 8                  | 0                  | -           | -           | -           | 28     | 0      |
| Totale carriera   | Totale carriera   | Totale carriera   | 162        | 3          |                 | 10              | 0               |                    | 29                 | 0                  |             | -           | -           | 201    | 3      |

### Cronologia presenze e reti in nazionale
| Cronologia completa delle presenze e delle reti in nazionale ― Croazia | Cronologia completa delle presenze e delle reti in nazionale ― Croazia | Cronologia completa delle presenze e delle reti in nazionale ― Croazia | Cronologia completa delle presenze e delle reti in nazionale ― Croazia | Cronologia completa delle presenze e delle reti in nazionale ― Croazia | Cronologia completa delle presenze e delle reti in nazionale ― Croazia | Cronologia completa delle presenze e delle reti in nazionale ― Croazia | Cronologia completa delle presenze e delle reti in nazionale ― Croazia |
| Data                                                                   | Città                                                                  | In casa                                                                | Risultato                                                              | Ospiti                                                                 | Competizione                                                           | Reti                                                                   | Note                                                                   |
| ---------------------------------------------------------------------- | ---------------------------------------------------------------------- | ---------------------------------------------------------------------- | ---------------------------------------------------------------------- | ---------------------------------------------------------------------- | ---------------------------------------------------------------------- | ---------------------------------------------------------------------- | ---------------------------------------------------------------------- |
| 11-11-2020                                                             | Istanbul                                                               | Turchia                                                                | 3 – 3                                                                  | Croazia                                                                | Amichevole                                                             | -                                                                      | 61’                                                                    |
| 14-11-2020                                                             | Solna                                                                  | Svezia                                                                 | 2 – 1                                                                  | Croazia                                                                | UEFA Nations League 2020-2021 - 1º turno                               | -                                                                      | 77’                                                                    |
| 26-3-2022                                                              | Al Rayyan                                                              | Croazia                                                                | 1 – 1                                                                  | Slovenia                                                               | Amichevole                                                             | -                                                                      |                                                                        |
| 29-3-2022                                                              | Al Rayyan                                                              | Croazia                                                                | 2 – 1                                                                  | Bulgaria                                                               | Amichevole                                                             | -                                                                      | 27’ 88’                                                                |
| 3-6-2022                                                               | Osijek                                                                 | Croazia                                                                | 0 – 3                                                                  | Austria                                                                | UEFA Nations League 2022-2023 - 1º turno                               | -                                                                      |                                                                        |
| 26-3-2024                                                              | Il Cairo                                                               | Egitto                                                                 | 2 – 4                                                                  | Croazia                                                                | Amichevole                                                             | -                                                                      |                                                                        |
| 3-6-2024                                                               | Fiume                                                                  | Croazia                                                                | 3 – 0                                                                  | Macedonia del Nord                                                     | Amichevole                                                             | -                                                                      | 67’                                                                    |
| 8-6-2024                                                               | Oeiras                                                                 | Portogallo                                                             | 1 – 2                                                                  | Croazia                                                                | Amichevole                                                             | -                                                                      |                                                                        |
| 15-6-2024                                                              | Berlino                                                                | Spagna                                                                 | 3 – 0                                                                  | Croazia                                                                | Euro 2024 - 1º turno                                                   | -                                                                      |                                                                        |
| 24-6-2024                                                              | Lipsia                                                                 | Croazia                                                                | 1 – 1                                                                  | Italia                                                                 | Euro 2024 - 1º turno                                                   | -                                                                      | 78’                                                                    |
| 5-9-2024                                                               | Lisbona                                                                | Portogallo                                                             | 2 – 1                                                                  | Croazia                                                                | UEFA Nations League 2024-2025 - 1º turno                               | -                                                                      | 46’                                                                    |
| 23-3-2025                                                              | Saint-Denis                                                            | Francia                                                                | 2 – 0 dts (5 – 4 dtr)                                                  | Croazia                                                                | UEFA Nations League 2024-2025 - Quarti di finale                       | -                                                                      | 106’                                                                   |
| 6-6-2025                                                               | Faro                                                                   | Gibilterra                                                             | 0 – 7                                                                  | Croazia                                                                | Qual. Mondiali 2026                                                    | -                                                                      | 54’                                                                    |
| Totale                                                                 |                                                                        | Presenze                                                               | 13                                                                     |                                                                        | Reti                                                                   | 0                                                                      |                                                                        |

| Cronologia completa delle presenze e delle reti in nazionale ― Croazia under 21 | Cronologia completa delle presenze e delle reti in nazionale ― Croazia under 21 | Cronologia completa delle presenze e delle reti in nazionale ― Croazia under 21 | Cronologia completa delle presenze e delle reti in nazionale ― Croazia under 21 | Cronologia completa delle presenze e delle reti in nazionale ― Croazia under 21 | Cronologia completa delle presenze e delle reti in nazionale ― Croazia under 21 | Cronologia completa delle presenze e delle reti in nazionale ― Croazia under 21 | Cronologia completa delle presenze e delle reti in nazionale ― Croazia under 21 |
| Data                                                                            | Città                                                                           | In casa                                                                         | Risultato                                                                       | Ospiti                                                                          | Competizione                                                                    | Reti                                                                            | Note                                                                            |
| ------------------------------------------------------------------------------- | ------------------------------------------------------------------------------- | ------------------------------------------------------------------------------- | ------------------------------------------------------------------------------- | ------------------------------------------------------------------------------- | ------------------------------------------------------------------------------- | ------------------------------------------------------------------------------- | ------------------------------------------------------------------------------- |
| 31-8-2017                                                                       | Chișinău                                                                        | Moldavia under 21                                                               | 0 – 3                                                                           | Croazia under 21                                                                | Qual. Europeo Under-21 2019                                                     | -                                                                               | 38’                                                                             |
| 4-9-2017                                                                        | Hartberg                                                                        | Austria under 21                                                                | 1 – 1                                                                           | Croazia under 21                                                                | Amichevole                                                                      | -                                                                               | 18’                                                                             |
| 15-11-2018                                                                      | Beauvais                                                                        | Francia under 21                                                                | 2 – 2                                                                           | Croazia under 21                                                                | Amichevole                                                                      | -                                                                               |                                                                                 |
| Totale                                                                          |                                                                                 | Presenze                                                                        | 3                                                                               |                                                                                 | Reti                                                                            | 0                                                                               |                                                                                 |

## Palmarès

### Club

#### Competizioni nazionali
- Campionato austriaco: 2

Salisburgo: 2017-2018, 2018-2019
- Coppa d'Austria: 1

Salisburgo: 2018-2019